# Singoli al numero uno in Islanda
La presente lista elenca i singoli alla posizione numero uno della classifica settimanale islandese, la Tónlistinn, che sono state, nel corso delle settimane, le canzoni più riprodotte su Spotify e sulle quattro emittenti radiofoniche più popolari a livello nazionale.

## 2018
| Settimana | Artista                    | Brano          | Note   |
| --------- | -------------------------- | -------------- | ------ |
| 40        | Calvin Harris e Sam Smith  | Promises       | [ 1 ]  |
| 41        | Calvin Harris e Sam Smith  | Promises       | [ 1 ]  |
| 42        | Calvin Harris e Sam Smith  | Promises       | [ 2 ]  |
| 43        | Lady Gaga e Bradley Cooper | Shallow        | [ 3 ]  |
| 44        | Lady Gaga e Bradley Cooper | Shallow        | [ 4 ]  |
| 45        | Lady Gaga e Bradley Cooper | Shallow        | [ 5 ]  |
| 46        | Lady Gaga e Bradley Cooper | Shallow        | [ 6 ]  |
| 47        | Lady Gaga e Bradley Cooper | Shallow        | [ 6 ]  |
| 48        | Lady Gaga e Bradley Cooper | Shallow        | [ 7 ]  |
| 49        | Lady Gaga e Bradley Cooper | Shallow        | [ 8 ]  |
| 50        | Lady Gaga e Bradley Cooper | Shallow        | [ 8 ]  |
| 51        | Lady Gaga e Bradley Cooper | Shallow        | [ 9 ]  |
| 52        | Wham!                      | Last Christmas | [ 10 ] |

## 2019
| Settimana | Artista                                     | Brano                       | Note                      |
| --------- | ------------------------------------------- | --------------------------- | ------------------------- |
| 1         | Lady Gaga e Bradley Cooper                  | Shallow                     | [ 11 ]                    |
| 2         | Lady Gaga e Bradley Cooper                  | Shallow                     | [ 12 ]                    |
| 3         | JóiPé & Króli, GDRN e SZK                   | Næsta                       | [ 13 ]                    |
| 4         | Ava Max                                     | Sweet but Psycho            | [ 14 ]                    |
| 5         | Ava Max                                     | Sweet but Psycho            | [ 15 ]                    |
| 6         | Ava Max                                     | Sweet but Psycho            | [ 15 ]                    |
| 7         | Ariana Grande                               | 7 Rings                     | [ 16 ]                    |
| 8         | Sam Smith e Normani                         | Dancing with a Stranger     | [ 17 ]                    |
| 9         | Lady Gaga                                   | Always Remember Us This Way | [ 18 ]                    |
| 10        | Lady Gaga                                   | Always Remember Us This Way | [ 19 ]                    |
| 11        | Lady Gaga                                   | Always Remember Us This Way | [ 20 ]                    |
| 12        | Lady Gaga                                   | Always Remember Us This Way | [ 21 ]                    |
| 13        | Lady Gaga                                   | Always Remember Us This Way | [ 21 ]                    |
| 14        | Lady Gaga                                   | Always Remember Us This Way | [ 22 ]                    |
| 15        | Lady Gaga                                   | Always Remember Us This Way | [ 23 ]                    |
| 16        | Lady Gaga                                   | Always Remember Us This Way | [ 24 ]                    |
| 17        | Lady Gaga                                   | Always Remember Us This Way | [ 24 ]                    |
| 18        | Billie Eilish                               | Bad Guy                     | [ 25 ]                    |
| 19        | Billie Eilish                               | Bad Guy                     | [ 26 ]                    |
| 20        | Billie Eilish                               | Bad Guy                     | [ 27 ]                    |
| 21        | Ed Sheeran e Justin Bieber                  | I Don't Care                | [ 28 ]                    |
| 22        | Ed Sheeran e Justin Bieber                  | I Don't Care                | [ 29 ]                    |
| 23        | Ed Sheeran e Justin Bieber                  | I Don't Care                | [ 29 ]                    |
| 24        | Ed Sheeran e Justin Bieber                  | I Don't Care                | [ 30 ]                    |
| 25        | Ed Sheeran e Justin Bieber                  | I Don't Care                | [ 31 ]                    |
| 26        | Ed Sheeran e Justin Bieber                  | I Don't Care                | [ 31 ]                    |
| 27        | Ed Sheeran e Justin Bieber                  | I Don't Care                | [ 32 ]                    |
| 28        | Auður                                       | Enginn eins og þú           | [ 33 ]                    |
| 29        | Shawn Mendes e Camila Cabello               | Señorita                    | [ 33 ]                    |
| 30        | Shawn Mendes e Camila Cabello               | Señorita                    | [ 34 ]                    |
| 31        | Shawn Mendes e Camila Cabello               | Señorita                    | [ 35 ]                    |
| 32        | Shawn Mendes e Camila Cabello               | Señorita                    | [ 36 ]                    |
| 33        | Shawn Mendes e Camila Cabello               | Señorita                    | [ 37 ]                    |
| 34        | Shawn Mendes e Camila Cabello               | Señorita                    | [ 38 ]                    |
| 35        | Shawn Mendes e Camila Cabello               | Señorita                    | [ 39 ]                    |
| 36        | Shawn Mendes e Camila Cabello               | Señorita                    | [ 40 ]                    |
| 37        | Auður                                       | Enginn eins og þú           | [ 41 ]                    |
| 38        | Shawn Mendes e Camila Cabello               | Señorita                    | [ 42 ]                    |
| 39        | Auður                                       | Enginn eins og þú           | [ 43 ]                    |
| 40        | Auður                                       | Enginn eins og þú           | [ 44 ]                    |
| 41        | Auður                                       | Enginn eins og þú           | [ 44 ]                    |
| 42        | Post Malone                                 | Circles                     | [ 44 ]                    |
| 43        | Post Malone                                 | Circles                     | [ 45 ]                    |
| 44        | Tones and I                                 | Dance Monkey                | [ 46 ]                    |
| 45        | Tones and I                                 | Dance Monkey                | [ 47 ]                    |
| 46        | Tones and I                                 | Dance Monkey                | [ 48 ]                    |
| 47        | Post Malone                                 | Circles                     | [ 49 ]                    |
| 48        | Post Malone                                 | Circles                     | [ 50 ]                    |
| 49        | Tones and I                                 | Dance Monkey                | [ 51 ]                    |
| 50        | Herra Hnetusmjör feat. Björgvin Halldórsson | Þegar þú blikkar            | [ 52 ]                    |
| 51        | classifica non pubblicata                   | classifica non pubblicata   | classifica non pubblicata |
| 52        | classifica non pubblicata                   | classifica non pubblicata   | classifica non pubblicata |

## 2020
| Settimana | Artista                   | Brano                     | Note                      |
| --------- | ------------------------- | ------------------------- | ------------------------- |
| 1         | classifica non pubblicata | classifica non pubblicata | classifica non pubblicata |
| 2         | Tones and I               | Dance Monkey              | [ 53 ]                    |
| 3         | The Weeknd                | Blinding Lights           | [ 54 ]                    |
| 4         | The Weeknd                | Blinding Lights           | [ 54 ]                    |
| 5         | The Weeknd                | Blinding Lights           | [ 55 ]                    |
| 6         | The Weeknd                | Blinding Lights           | [ 55 ]                    |
| 7         | The Weeknd                | Blinding Lights           | [ 56 ]                    |
| 8         | The Weeknd                | Blinding Lights           | [ 57 ]                    |
| 9         | The Weeknd                | Blinding Lights           | [ 57 ]                    |
| 10        | The Weeknd                | Blinding Lights           | [ 58 ]                    |
| 11        | Daði Freyr                | Think About Things        | [ 58 ]                    |
| 12        | Daði Freyr                | Think About Things        | [ 59 ]                    |
| 13        | Daði Freyr                | Think About Things        | [ 60 ]                    |
| 14        | Daði Freyr                | Think About Things        | [ 61 ]                    |
| 15        | Daði Freyr                | Think About Things        | [ 62 ]                    |
| 16        | The Weeknd                | Blinding Lights           | [ 63 ]                    |
| 17        | The Weeknd                | Blinding Lights           | [ 64 ]                    |
| 18        | Bríet                     | Esjan                     | [ 65 ]                    |
| 19        | Bríet                     | Esjan                     | [ 66 ]                    |
| 20        | The Weeknd                | Blinding Lights           | [ 67 ]                    |
| 21        | The Weeknd                | Blinding Lights           | [ 68 ]                    |
| 22        | The Weeknd                | Blinding Lights           | [ 69 ]                    |
| 23        | The Weeknd                | Blinding Lights           | [ 70 ]                    |
| 24        | Bríet                     | Esjan                     | [ 71 ]                    |
| 25        | Ingó Veðurguð             | Í kvöld er gigg           | [ 72 ]                    |
| 26        | The Weeknd                | Blinding Lights           | [ 73 ]                    |
| 27        | The Weeknd                | Blinding Lights           | [ 73 ]                    |
| 28        | Bríet                     | Esjan                     | [ 74 ]                    |
| 29        | Bríet                     | Esjan                     | [ 75 ]                    |
| 30        | Bríet                     | Esjan                     | [ 76 ]                    |
| 31        | Ingó Veðurguð             | Takk fyrir mig            | [ 77 ]                    |
| 32        | Ingó Veðurguð             | Takk fyrir mig            | [ 78 ]                    |
| 33        | Ingó Veðurguð             | Takk fyrir mig            | [ 79 ]                    |
| 34        | Herra Hnetusmjör          | Stjörnurnar               | [ 80 ]                    |
| 35        | Herra Hnetusmjör          | Stjörnurnar               | [ 81 ]                    |
| 36        | Herra Hnetusmjör          | Stjörnurnar               | [ 82 ]                    |
| 37        | Herra Hnetusmjör          | Stjörnurnar               | [ 83 ]                    |
| 38        | Herra Hnetusmjör          | Stjörnurnar               | [ 84 ]                    |
| 39        | Herra Hnetusmjör          | Stjörnurnar               | [ 85 ]                    |
| 40        | Herra Hnetusmjör          | Stjörnurnar               | [ 86 ]                    |
| 41        | Herra Hnetusmjör          | Stjörnurnar               | [ 87 ]                    |
| 42        | Bríet                     | Rólegur kúreki            | [ 88 ]                    |
| 43        | Bríet                     | Rólegur kúreki            | [ 89 ]                    |
| 44        | Bríet                     | Rólegur kúreki            | [ 90 ]                    |
| 45        | Bríet                     | Rólegur kúreki            | [ 91 ]                    |
| 46        | Bríet                     | Rólegur kúreki            | [ 92 ]                    |
| 47        | Bríet                     | Rólegur kúreki            | [ 93 ]                    |
| 48        | Bríet                     | Rólegur kúreki            | [ 94 ]                    |
| 49        | Bríet                     | Rólegur kúreki            | [ 95 ]                    |
| 50        | Bríet                     | Rólegur kúreki            | [ 96 ]                    |
| 51        | Bríet                     | Rólegur kúreki            | [ 97 ]                    |
| 52        | Bríet                     | Rólegur kúreki            | [ 98 ]                    |
| 53        | Bríet                     | Rólegur kúreki            | [ 99 ]                    |

## 2021
| Settimana | Artista                       | Brano                   | Note    |
| --------- | ----------------------------- | ----------------------- | ------- |
| 1         | Bríet                         | Rólegur kúreki          | [ 100 ] |
| 2         | Bríet                         | Rólegur kúreki          | [ 101 ] |
| 3         | Bríet                         | Rólegur kúreki          | [ 102 ] |
| 4         | Jón Jónsson e GDRN            | Ef ástin er hrein       | [ 103 ] |
| 5         | Jón Jónsson e GDRN            | Ef ástin er hrein       | [ 104 ] |
| 6         | The Weeknd                    | Save Your Tears         | [ 105 ] |
| 7         | Jón Jónsson e GDRN            | Ef ástin er hrein       | [ 106 ] |
| 8         | The Weeknd                    | Save Your Tears         | [ 107 ] |
| 9         | Jón Jónsson e GDRN            | Ef ástin er hrein       | [ 108 ] |
| 10        | Birnir feat. Páll Óskar       | Spurningar              | [ 109 ] |
| 11        | Jón Jónsson e GDRN            | Ef ástin er hrein       | [ 110 ] |
| 12        | Jón Jónsson e GDRN            | Ef ástin er hrein       | [ 111 ] |
| 13        | Jón Jónsson e GDRN            | Ef ástin er hrein       | [ 112 ] |
| 14        | Jón Jónsson e GDRN            | Ef ástin er hrein       | [ 113 ] |
| 15        | Jón Jónsson e GDRN            | Ef ástin er hrein       | [ 114 ] |
| 16        | Jón Jónsson e GDRN            | Ef ástin er hrein       | [ 115 ] |
| 17        | Jón Jónsson e GDRN            | Ef ástin er hrein       | [ 116 ] |
| 18        | Birnir feat. Páll Óskar       | Spurningar              | [ 117 ] |
| 19        | Birnir feat. Páll Óskar       | Spurningar              | [ 118 ] |
| 20        | Daði Freyr                    | 10 Years                | [ 119 ] |
| 21        | Daði Freyr                    | 10 Years                | [ 120 ] |
| 22        | Daði Freyr                    | 10 Years                | [ 121 ] |
| 23        | Daði Freyr                    | 10 Years                | [ 122 ] |
| 24        | Daði Freyr                    | 10 Years                | [ 123 ] |
| 25        | Daði Freyr                    | 10 Years                | [ 124 ] |
| 26        | Aron Can                      | Flýg upp                | [ 125 ] |
| 27        | Aron Can                      | Flýg upp                | [ 126 ] |
| 28        | Aron Can                      | Flýg upp                | [ 127 ] |
| 29        | Ed Sheeran                    | Bad Habits              | [ 128 ] |
| 30        | Ed Sheeran                    | Bad Habits              | [ 129 ] |
| 31        | Ed Sheeran                    | Bad Habits              | [ 130 ] |
| 32        | Ed Sheeran                    | Bad Habits              | [ 131 ] |
| 33        | Ed Sheeran                    | Bad Habits              | [ 131 ] |
| 34        | Ed Sheeran                    | Bad Habits              | [ 132 ] |
| 35        | The Kid Laroi e Justin Bieber | Stay                    | [ 133 ] |
| 36        | The Kid Laroi e Justin Bieber | Stay                    | [ 134 ] |
| 37        | Ed Sheeran                    | Bad Habits              | [ 135 ] |
| 38        | The Kid Laroi e Justin Bieber | Stay                    | [ 136 ] |
| 39        | The Kid Laroi e Justin Bieber | Stay                    | [ 137 ] |
| 40        | The Kid Laroi e Justin Bieber | Stay                    | [ 138 ] |
| 41        | Elton John e Dua Lipa         | Cold Heart (Pnau Remix) | [ 139 ] |
| 42        | Adele                         | Easy on Me              | [ 140 ] |
| 43        | Adele                         | Easy on Me              | [ 141 ] |
| 44        | Adele                         | Easy on Me              | [ 142 ] |
| 45        | Adele                         | Easy on Me              | [ 143 ] |
| 46        | Adele                         | Easy on Me              | [ 144 ] |
| 47        | Adele                         | Easy on Me              | [ 145 ] |
| 48        | Adele                         | Easy on Me              | [ 146 ] |
| 49        | Adele                         | Easy on Me              | [ 147 ] |
| 50        | Baggalútur                    | Styttist í það          | [ 148 ] |
| 51        | Baggalútur                    | Styttist í það          | [ 149 ] |
| 52        | Baggalútur                    | Styttist í það          | [ 150 ] |

## 2022
| Settimana | Artista                   | Brano                           | Note    |
| --------- | ------------------------- | ------------------------------- | ------- |
| 1         | Elton John e Dua Lipa     | Cold Heart (Pnau Remix)         | [ 151 ] |
| 2         | Adele                     | Easy on Me                      | [ 152 ] |
| 3         | Adele                     | Easy on Me                      | [ 153 ] |
| 4         | Gayle                     | ABCDEFU                         | [ 154 ] |
| 5         | Friðrik Dór               | Þú                              | [ 155 ] |
| 6         | Gayle                     | ABCDEFU                         | [ 156 ] |
| 7         | Gayle                     | ABCDEFU                         | [ 157 ] |
| 8         | Gayle                     | ABCDEFU                         | [ 158 ] |
| 9         | Gayle                     | ABCDEFU                         | [ 159 ] |
| 10        | Gayle                     | ABCDEFU                         | [ 160 ] |
| 11        | Systur                    | Með hækkandi sól                | [ 161 ] |
| 12        | Systur                    | Með hækkandi sól                | [ 162 ] |
| 13        | Systur                    | Með hækkandi sól                | [ 163 ] |
| 14        | Friðrik Dór               | Bleikur og blár                 | [ 164 ] |
| 15        | Harry Styles              | As It Was                       | [ 165 ] |
| 16        | Harry Styles              | As It Was                       | [ 166 ] |
| 17        | Harry Styles              | As It Was                       | [ 167 ] |
| 18        | Harry Styles              | As It Was                       | [ 168 ] |
| 19        | Harry Styles              | As It Was                       | [ 169 ] |
| 20        | Systur                    | Með hækkandi sól                | [ 170 ] |
| 21        | Harry Styles              | As It Was                       | [ 171 ] |
| 22        | Harry Styles              | As It Was                       | [ 172 ] |
| 23        | Harry Styles              | As It Was                       | [ 173 ] |
| 24        | Harry Styles              | As It Was                       | [ 174 ] |
| 25        | Harry Styles              | As It Was                       | [ 175 ] |
| 26        | Harry Styles              | As It Was                       | [ 176 ] |
| 27        | Harry Styles              | As It Was                       | [ 177 ] |
| 28        | Harry Styles              | As It Was                       | [ 178 ] |
| 29        | Harry Styles              | As It Was                       | [ 179 ] |
| 30        | Klara Elias               | Eyjanótt                        | [ 180 ] |
| 31        | Klara Elias               | Eyjanótt                        | [ 181 ] |
| 32        | Harry Styles              | As It Was                       | [ 182 ] |
| 33        | Harry Styles              | As It Was                       | [ 183 ] |
| 34        | Harry Styles              | As It Was                       | [ 184 ] |
| 35        | Harry Styles              | As It Was                       | [ 185 ] |
| 36        | OneRepublic               | I Ain't Worried                 | [ 186 ] |
| 37        | OneRepublic               | I Ain't Worried                 | [ 187 ] |
| 38        | Bríet                     | Dýrð í dauðaþögn                | [ 188 ] |
| 39        | Bubbi Mortens e Auður     | Tárin falla hægt                | [ 189 ] |
| 40        | Bubbi Mortens e Auður     | Tárin falla hægt                | [ 190 ] |
| 41        | David Guetta e Bebe Rexha | I'm Good (Blue)                 | [ 191 ] |
| 42        | Bríet                     | Dýrð í dauðaþögn                | [ 192 ] |
| 43        | Bríet                     | Dýrð í dauðaþögn                | [ 193 ] |
| 44        | Bríet                     | Dýrð í dauðaþögn                | [ 194 ] |
| 45        | Bríet                     | Dýrð í dauðaþögn                | [ 195 ] |
| 46        | Bríet                     | Dýrð í dauðaþögn                | [ 196 ] |
| 47        | David Guetta e Bebe Rexha | I'm Good (Blue)                 | [ 197 ] |
| 48        | Mariah Carey              | All I Want for Christmas Is You | [ 198 ] |
| 49        | Mariah Carey              | All I Want for Christmas Is You | [ 199 ] |
| 50        | Wham!                     | Last Christmas                  | [ 200 ] |
| 51        | Mariah Carey              | All I Want for Christmas Is You | [ 201 ] |
| 52        | Mariah Carey              | All I Want for Christmas Is You | [ 202 ] |

## 2023
| Settimana | Artista                   | Brano                           | Note                      |
| --------- | ------------------------- | ------------------------------- | ------------------------- |
| 1         | David Guetta e Bebe Rexha | I'm Good (Blue)                 | [ 203 ]                   |
| 2         | Bríet                     | Dýrð í dauðaþögn                | [ 204 ]                   |
| 3         | Miley Cyrus               | Flowers                         | [ 205 ]                   |
| 4         | Miley Cyrus               | Flowers                         | [ 206 ]                   |
| 5         | Miley Cyrus               | Flowers                         | [ 207 ]                   |
| 6         | Miley Cyrus               | Flowers                         | [ 208 ]                   |
| 7         | Miley Cyrus               | Flowers                         | [ 209 ]                   |
| 8         | Miley Cyrus               | Flowers                         | [ 210 ]                   |
| 9         | Miley Cyrus               | Flowers                         | [ 211 ]                   |
| 10        | Diljá                     | Power                           | [ 212 ]                   |
| 11        | Diljá                     | Power                           | [ 213 ]                   |
| 12        | Miley Cyrus               | Flowers                         | [ 214 ]                   |
| 13        | Miley Cyrus               | Flowers                         | [ 215 ]                   |
| 14        | Miley Cyrus               | Flowers                         | [ 216 ]                   |
| 15        | Miley Cyrus               | Flowers                         | [ 217 ]                   |
| 16        | Miley Cyrus               | Flowers                         | [ 218 ]                   |
| 17        | Miley Cyrus               | Flowers                         | [ 219 ]                   |
| 18        | Miley Cyrus               | Flowers                         | [ 220 ]                   |
| 19        | Loreen                    | Tattoo                          | [ 221 ]                   |
| 20        | Loreen                    | Tattoo                          | [ 222 ]                   |
| 21        | Loreen                    | Tattoo                          | [ 223 ]                   |
| 22        | Loreen                    | Tattoo                          | [ 224 ]                   |
| 23        | Loreen                    | Tattoo                          | [ 225 ]                   |
| 24        | Emmsjé Gauti              | Þúsund hjörtu                   | [ 226 ]                   |
| 25        | Emmsjé Gauti              | Þúsund hjörtu                   | [ 227 ]                   |
| 26        | Emmsjé Gauti              | Þúsund hjörtu                   | [ 228 ]                   |
| 27        | Emmsjé Gauti              | Þúsund hjörtu                   | [ 229 ]                   |
| 28        | Emmsjé Gauti              | Þúsund hjörtu                   | [ 230 ]                   |
| 29        | Emmsjé Gauti              | Þúsund hjörtu                   | [ 231 ]                   |
| 30        | IceGuys                   | Rúlletta                        | [ 232 ]                   |
| 31        | Patrik e Luigi            | Skína                           | [ 233 ]                   |
| 32        | Emmsjé Gauti              | Þúsund hjörtu                   | [ 234 ]                   |
| 33        | Emmsjé Gauti              | Þúsund hjörtu                   | [ 235 ]                   |
| 34        | Patrik e Luigi            | Skína                           | [ 236 ]                   |
| 35        | Patrik e Luigi            | Skína                           | [ 237 ]                   |
| 36        | Patrik e Luigi            | Skína                           | [ 238 ]                   |
| 37        | Patrik e Luigi            | Skína                           | [ 239 ]                   |
| 38        | Patrik e Luigi            | Skína                           | [ 240 ]                   |
| 39        | Patrik e Luigi            | Skína                           | [ 241 ]                   |
| 40        | Patrik e Luigi            | Skína                           | [ 242 ]                   |
| 41        | Patrik e Luigi            | Skína                           | [ 243 ]                   |
| 42        | Patrik e Luigi            | Skína                           | [ 244 ]                   |
| 43        | Patrik e Luigi            | Skína                           | [ 245 ]                   |
| 44        | Patrik e Luigi            | Skína                           | [ 246 ]                   |
| 45        | IceGuys                   | Krumla                          | [ 247 ]                   |
| 46        | classifica non archiviata | classifica non archiviata       | classifica non archiviata |
| 47        | Patrik e Luigi            | Skína                           | [ 248 ]                   |
| 48        | IceGuys                   | Krumla                          | [ 248 ]                   |
| 49        | IceGuys                   | Þessi týpísku Jól               | [ 249 ]                   |
| 50        | IceGuys                   | Þessi týpísku Jól               | [ 250 ]                   |
| 51        | IceGuys                   | Þessi týpísku Jól               | [ 251 ]                   |
| 52        | Mariah Carey              | All I Want for Christmas Is You | [ 252 ]                   |

## 2024
| Settimana | Artista                               | Brano                     | Note                      |
| --------- | ------------------------------------- | ------------------------- | ------------------------- |
| 1         | Patrik e Luigi                        | Skína                     | [ 253 ]                   |
| 2         | Patrik e Luigi                        | Skína                     | [ 254 ]                   |
| 3         | Patrik e Luigi                        | Skína                     | [ 255 ]                   |
| 4         | IceGuys                               | Krumla                    | [ 256 ]                   |
| 5         | IceGuys                               | Krumla                    | [ 257 ]                   |
| 6         | IceGuys                               | Krumla                    | [ 258 ]                   |
| 7         | ¥$ e Rich the Kid feat. Playboi Carti | Carnival                  | [ 259 ]                   |
| 8         | Ízleifur                              | Bossed Up                 | [ 260 ]                   |
| 9         | ¥$ e Rich the Kid feat. Playboi Carti | Carnival                  | [ 261 ]                   |
| 10        | Patrik e Luigi                        | Sama um                   | [ 262 ]                   |
| 11        | Beyoncé                               | Texas Hold 'Em            | [ 263 ]                   |
| 12        | Teddy Swims                           | Lose Control              | [ 264 ]                   |
| 13        | Teddy Swims                           | Lose Control              | [ 265 ]                   |
| 14        | Beyoncé                               | Texas Hold 'Em            | [ 266 ]                   |
| 15        | Teddy Swims                           | Lose Control              | [ 267 ]                   |
| 16        | Teddy Swims                           | Lose Control              | [ 267 ]                   |
| 17        | Teddy Swims                           | Lose Control              | [ 268 ]                   |
| 18        | Hozier                                | Too Sweet                 | [ 269 ]                   |
| 19        | Aron Can                              | Monní                     | [ 269 ]                   |
| 20        | Aron Can                              | Monní                     | [ 270 ]                   |
| 20        | Tommy Richman                         | Million Dollar Baby       | [ 271 ]                   |
| 21        | Tommy Richman                         | Million Dollar Baby       | [ 272 ]                   |
| 22        | Patrik                                | Sorry memmig              | [ 272 ]                   |
| 23        | Eminem                                | Houdini                   | [ 273 ]                   |
| 24        | Sabrina Carpenter                     | Espresso                  | [ 274 ]                   |
| 25        | Sabrina Carpenter                     | Espresso                  | [ 275 ]                   |
| 26        | Sabrina Carpenter                     | Espresso                  | [ 276 ]                   |
| 27        | Sabrina Carpenter                     | Espresso                  | [ 276 ]                   |
| 28        | Sabrina Carpenter                     | Espresso                  | [ 277 ]                   |
| 29        | Sabrina Carpenter                     | Espresso                  | [ 278 ]                   |
| 30        | Sabrina Carpenter                     | Espresso                  | [ 279 ]                   |
| 31        | IceGuys                               | Gemmér gemmér             | [ 280 ]                   |
| 32        | Billie Eilish                         | Birds of a Feather        | [ 281 ]                   |
| 33        | Billie Eilish                         | Birds of a Feather        | [ 282 ]                   |
| 34        | Billie Eilish                         | Birds of a Feather        | [ 283 ]                   |
| 35        | Billie Eilish                         | Birds of a Feather        | [ 284 ]                   |
| 36        | Billie Eilish                         | Birds of a Feather        | [ 285 ]                   |
| 37        | IceGuys                               | Gemmér gemmér             | [ 286 ]                   |
| 38        | Lady Gaga e Bruno Mars                | Die with a Smile          | [ 287 ]                   |
| 39        | Lady Gaga e Bruno Mars                | Die with a Smile          | [ 288 ]                   |
| 40        | Lady Gaga e Bruno Mars                | Die with a Smile          | [ 289 ]                   |
| 41        | Lady Gaga e Bruno Mars                | Die with a Smile          | [ 290 ]                   |
| 42        | Lady Gaga e Bruno Mars                | Die with a Smile          | [ 290 ]                   |
| 43        | Lady Gaga e Bruno Mars                | Die with a Smile          | [ 291 ]                   |
| 44        | Lady Gaga e Bruno Mars                | Die with a Smile          | [ 291 ]                   |
| 45        | Lady Gaga e Bruno Mars                | Die with a Smile          | [ 292 ]                   |
| 46        | Lady Gaga e Bruno Mars                | Die with a Smile          | [ 293 ]                   |
| 47        | Lady Gaga e Bruno Mars                | Die with a Smile          | [ 294 ]                   |
| 48        | Lady Gaga e Bruno Mars                | Die with a Smile          | [ 294 ]                   |
| 49        | Laddi                                 | Snjókorn falla            | [ 295 ]                   |
| 50        | classifica non archiviata             | classifica non archiviata | classifica non archiviata |
| 51        | IceGuys                               | Gemmér gemmér             | [ 296 ]                   |
| 52        | Laddi                                 | Snjókorn falla            | [ 296 ]                   |

## 2025
| Settimana | Artista                | Brano            | Note    |
| --------- | ---------------------- | ---------------- | ------- |
| 1         | Lady Gaga e Bruno Mars | Die with a Smile | [ 297 ] |
| 2         | Lady Gaga e Bruno Mars | Die with a Smile | [ 298 ] |
| 3         | Lady Gaga e Bruno Mars | Die with a Smile | [ 299 ] |
| 4         | Lady Gaga e Bruno Mars | Die with a Smile | [ 300 ] |
| 5         | Lady Gaga e Bruno Mars | Die with a Smile | [ 301 ] |
| 6         | Lady Gaga e Bruno Mars | Die with a Smile | [ 302 ] |
| 7         | Rosé e Bruno Mars      | Apt.             | [ 303 ] |
| 8         | Lady Gaga e Bruno Mars | Die with a Smile | [ 304 ] |
| 9         | Væb                    | Róa              | [ 305 ] |
| 10        | Væb                    | Róa              | [ 306 ] |
| 11        | Væb                    | Róa              | [ 307 ] |
| 12        | Væb                    | Róa              | [ 308 ] |
| 13        | Væb                    | Róa              | [ 309 ] |
| 14        | Væb                    | Róa              | [ 310 ] |
| 15        | Birnir                 | LXS              | [ 311 ] |
| 16        | Birnir                 | LXS              | [ 312 ] |
| 17        | Herra Hnetusmjör       | Elli egils       | [ 313 ] |
| 18        | Alex Warren            | Ordinary         | [ 314 ] |
| 19        | Alex Warren            | Ordinary         | [ 315 ] |
| 20        | Væb                    | Róa              | [ 316 ] |
| 21        | Væb                    | Róa              | [ 317 ] |
| 22        | Alex Warren            | Ordinary         | [ 318 ] |
| 23        | Birnir                 | LXS              | [ 319 ] |
| 24        | Alex Warren            | Ordinary         | [ 320 ] |
| 25        | Alex Warren            | Ordinary         | [ 321 ] |
| 26        | Alex Warren            | Ordinary         | [ 322 ] |
| 27        | Alex Warren            | Ordinary         | [ 323 ] |
| 28        | Alex Warren            | Ordinary         | [ 324 ] |
| 29        | Alex Warren            | Ordinary         | [ 325 ] |
| 30        | Alex Warren            | Ordinary         | [ 326 ] |
| 31        | Elvar                  | Miklu betri einn | [ 327 ] |
| 32        | Elvar                  | Miklu betri einn | [ 328 ] |